# One on One (film 2014)
One on One (hangŭl: 일대일; latinizzazione riveduta della lingua coreana: Il-dae-il) è un film del 2014 diretto da Kim Ki-duk.

## Trama
Oh-dae, una giovane studentessa liceale, viene rapita e uccisa. Mentre fa ritorno a casa, uno dei sette assassini viene sequestrato da un misterioso gruppo di sette persone, che lo torturano costringendolo a scrivere la propria ammissione di colpa. Una volta rilasciato, l`uomo vive nel terrore di essere arrestato di nuovo, finché non scopre che a tutti i suoi complici, uno alla volta, sta succedendo la stessa cosa.

## Riconoscimenti
- 2014 - Mostra internazionale d'arte cinematografica di Venezia
  - Vincitore nella sezione giornate degli autori
- 2014 - Hamburg Film Festival
  - Nomination per la miglior regia a Kim Ki-duk
- 2015 - Fantasporto
  - Nomination per il miglior film a Kim Ki-duk